# Mexichromis katalexis
Espèce
Mexichromis katalexis est une espèce de nudibranches de la famille des Chromodorididae.

## Répartition
L'holotype a été collecté en 1990 à 20 m de profondeur, à l'ouest de l'île d'Ambon (archipel des Moluques, Indonésie).

## Description
Mexichromis katalexis est similaire à Mexichromis multituberculata, qui présente également des papilles coniques, pointues et violettes sur le dos, mais son manteau est bordé de taches violettes contrairement à Mexichromis katalexis qui présente le même type de taches mais orange. Les deux espèces ont été observées ensemble, se nourrissant de la même nourriture et étaient considérées comme une seule et même espèce, mais il existe des différences de radula ainsi que des différences de couleur,,.

## Classification
Le nom valide complet (avec auteur) de ce taxon est Mexichromis katalexis Yonow (d), 2001,.

## Publication originale
- (en) N. Yonow, « Results of the Rumphius Biohistorical Expedition to Ambon (1990). Part 11. Doridacea of the families Chromodorididae and Hexabranchidae (Mollusca, Gastropoda, Opisthobranchia,Nudibranchia), including additional Moluccan material », Zoologische Mededelingen, NBC, vol. 75,‎ janvier 2001, p. 1-50 (ISSN 0024-0672 et 1876-2174, OCLC 212304577, lire en ligne).